# Amy S. Foster
Amy S. Foster (Amy Foster-Gillies) (29 juillet 1973 - ) est une auteure-compositrice et écrivaine canadienne.

## Carrière
Le magazine tabloïd Nashville Scene (en) décrit Amy S. Foster comme une auteure-compositrice dont les chansons ont été no 1 des ventes trois fois en 2009.
Mieux connue pour ses collaborations avec Michael Bublé, Amy Foster a co-écrit Home, Everything, Hold on, Just Haven't Met You Yet, To Be Loved, et Beautiful day. Ses chansons ont aussi été interprétées par Blake Shelton, Destiny's Child, Josh Groban et Andrea Bocelli.
Amy S. Foster prétend que lorsque Michael Bublé lui a envoyé un premier jet de la chanson Home ses premières pensées ont été, « Oh, super, une ballade mélancolique sur un gars retenu en Europe » ; finalement, elle s'est ralliée à l'idée d'une personne qui en a perdu une autre, et a accepté de participer à l'écriture de la chanson.
Son premier recueil de nouvelles, When Autumn Leaves, a été publié en 2009,,. Le relecteur de sa maison d'édition a résumé son livre de cette façon « le romantisme, l'environnement mystique et les personnages attachants raviront les lecteurs à la recherche d'un conte de fées moderne ».
Elle est la fille des deux producteurs et auteurs-compositeurs de musique David Foster et BJ Cook.